# 八上女王
八上女王（やがみじょおう/やがみのおおきみ、生没年不詳）は、奈良時代の皇族。系譜は未詳。位階は従三位。

## 経歴
桓武朝の延暦2年（783年）2月、无位から従五位下へ叙爵、同5年（786年）正月には、正五位下に昇叙している。同9年（790年）11月、全野女王とともに従四位下を授けられ、更に翌10年（791年）12月に、従三位に昇叙された。

## 官歴
『続日本紀』による
- 延暦2年（783年）2月5日：従五位下
- 延暦5年（786年）正月14日：正五位下
- 延暦9年（790年）11月19日：従四位下
- 延暦10年（791年）12月17日：従三位